# Кубертон
Кубертон (хрв. Kuberton, итал. Cuberton) је насељено место у општини Грожњан, Истарска жупанија, Хрватска.

## Историја
До територијалне реорганизације у Хрватској био је у саставу старе општине Бује.

## Становништво
У попису становништва из 2011. године, Кубертон је имао 18 становника.
| Број становника према пописима | Број становника према пописима | Број становника према пописима | Број становника према пописима | Број становника према пописима | Број становника према пописима | Број становника према пописима | Број становника према пописима | Број становника према пописима | Број становника према пописима | Број становника према пописима | Број становника према пописима | Број становника према пописима | Број становника према пописима | Број становника према пописима | Број становника према пописима |
| ------------------------------ | ------------------------------ | ------------------------------ | ------------------------------ | ------------------------------ | ------------------------------ | ------------------------------ | ------------------------------ | ------------------------------ | ------------------------------ | ------------------------------ | ------------------------------ | ------------------------------ | ------------------------------ | ------------------------------ | ------------------------------ |
| 1857                           | 1869                           | 1880                           | 1890                           | 1900                           | 1910                           | 1921                           | 1931                           | 1948                           | 1953                           | 1961                           | 1971                           | 1981                           | 1991                           | 2001                           | 2011                           |
| 272                            | 288                            | 388                            | 408                            | 408                            | 478                            | 362                            | 251                            | 541                            | 297                            | 248                            | 116                            | 80                             | 74                             | 22                             | 18                             |

Напомена: Године 1857, 1869. и 1921. године садржи податке за село Врњак. Од 1857. године до 1880. и у 1921. и 1931. године део података садржан је у насељу Штерна.